# Myrsine maximowiczii
Myrsine maximowiczii är en viveväxtart som först beskrevs av Gen-Iti Koidzumi, och fick sitt nu gällande namn av John Walker. Myrsine maximowiczii ingår i släktet Myrsine och familjen viveväxter. Inga underarter finns listade i Catalogue of Life.